# 动物庄园
《动物庄园》是英国作家喬治·奧威爾创作的託寓小說，在1945年8月17日正式於英國出版。奧威爾称，此一寓言反映了1917年俄国革命至踏入斯大林时期的历史事件。虽然奥威尔是一位民主社会主义者 ，但他对斯大林和斯大林主义持批判态度。奥威尔参加过西班牙内战，正是这段经历让他对斯大林主义获得更深入的了解并对其进行批判。他认为，苏联已是惨无人道的独裁统治，而这种统治手段建立在对斯大林的个人崇拜和大清洗上。奧威爾在一封寫給伊馮娜·戴維的信中，稱《动物庄园》為一則讽刺斯大林的故事。他在一篇随笔《我為何寫作》中表示，《动物庄园》是他第一次有意識地嘗試把「政治目的和藝術目的合二為一」的著作。
這本書的原標題為《动物庄园：一個童話故事》（Animal Farm: A Fairy Story），但美國的出版商在1946年出版時把副標題去掉。此為奧威爾一生中唯一接受的轉譯版本。其他名義上的副標題變化版本包括「一種譏諷」、「一種当代的譏諷」。奧威爾後來曾建議法語版應以作翻譯版本的標題，其縮寫為URSA，即拉丁語中的熊（俄罗斯的形象代表），同時跟法語中的蘇聯全稱相近。
乔治·奥威尔于1943年11月至1944年2月间创作本书，当时因為二戰德國和西方盟國及蘇聯處於戰爭狀態，使得英国同苏联是同為一陣營，而英国的百姓和知识分子都对斯大林评价很高，这一现象让奥威尔十分厌恶。本书的手稿，起初還被许多英美出版商拒绝出版。但本书終於问世以後获得了巨大的成功，其部分的原因是因為德國被擊敗了，英国等西方自由世界开始了和蘇聯的共產主義陣營開始冷战。
《时代杂志》将《动物庄园》评选为1923-2005年100佳英文小说；它亦在20世紀百大英文小說中排第31位。它在1996年贏得了追頒雨果獎，此外也包括在西方世界伟大著作名單之上。2018年，日本漫画家石之森章太郎所作《动物庄园》漫画版被重新出版。

## 故事概要

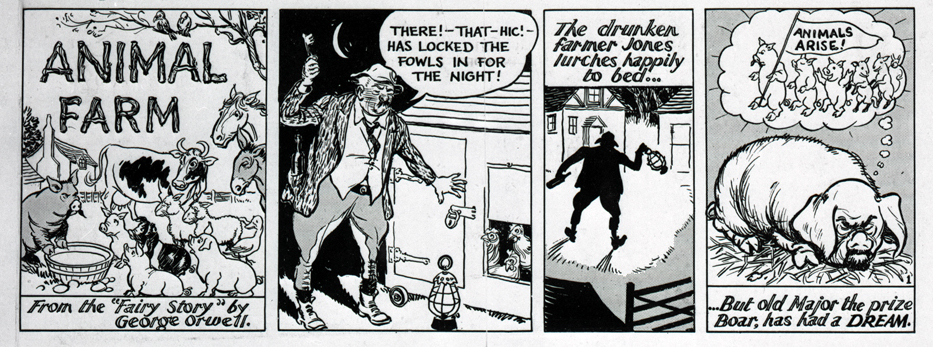
琼斯先生对庄园内的动物的压迫引发了老少校的思考

故事始於英格兰威靈頓的一個庄园农场。由於主人瓊斯先生管理不善、终日酗酒、不负责任，故激起了農莊內動物的造反之意。在某一夜，曼諾農莊里的一头老公猪“老少校”（Old Major）将动物们召集起来开会，宣布人类是动物的敌人，故號召動物們要推翻人类，并教会了动物们一首革命歌《英格兰的生灵》（Beasts of England）。老少校死后，两头年轻的猪，分别叫做雪球和拿破仑，成为了动物们的领袖，并發動起义。最終成功把瓊斯先生赶出了农场，然后把农场更名为“动物农场”。他们採用了「动物主义七誡」為牠們的律法，其中最重要的一条是“所有动物一律平等”。這七條律法以大寫的形式寫在穀倉的一側牆壁上。雪球及後開授課程，教動物們讀寫；拿破崙則自行教育小狗動物主義的原則。动物们食物充足，农场运营良好。猪们把自己提拔到了领导的位置，并给自己留出了特别的食物供应，牠們在表面上稱這是為了自己的健康。一段时间之后，瓊斯先生和他手下的人尝试着重新夺回农场，同时，其他农场主因为害怕相似的动物起义发生在自己的农场，也来帮助琼斯。雪球和其他动物先是躲藏起来，随即发动了突然袭击，把刚刚进入农场的人类打得落花流水。动物们胜利了。雪球的支持率猛增，这场战斗被正式命名为“牛棚战役”。在动物起义的周年纪念日，动物们决定鸣枪纪念。雪球和拿破仑为了最高领导人的地位互相竞争。雪球有一个计划，那就是兴建风车，让农场变得现代化。当雪球宣布他的的计划时，拿破仑让他喂养的狗驱逐了雪球，并宣布他自己就是领导人。
拿破仑改变了农场的领导结构。他取消了动物大会，取而代之的是一个由猪组成的委员会，由猪来运营农场。拿破仑以一头叫吱嘎（Squealer）的猪代言宣布，農莊將開始進行兴建风车的计划。动物们工作得十分卖力，因为拿破仑承诺，风车建成后动物们的生活将会变得更加轻松。一场猛烈的暴风雨后，动物们发现风车倒塌了。（動畫版改為被瓊斯的炸藥炸毀）拿破仑和吱嘎随即让动物们相信，这是雪球在蓄意破坏他们的工程。自从雪球成为替罪羊后，拿破仑开始利用他手下的狗来清洗农场，杀死那些被他指控同雪球有私交的动物。当一些动物回忆起牛棚战役时，拿破仑不断污蔑说雪球是琼斯的通敌，并把他自己荒唐地当成这场战斗中英雄的代表，（而实际上拿破仑自己在这场战斗中躲藏得无影无踪。）“英格兰的生灵”这首歌被一首赞颂拿破仑的歌曲所取代，拿破仑却开始像人类一样生活。动物们仍然相信他们的生活比在琼斯统治下的生活好

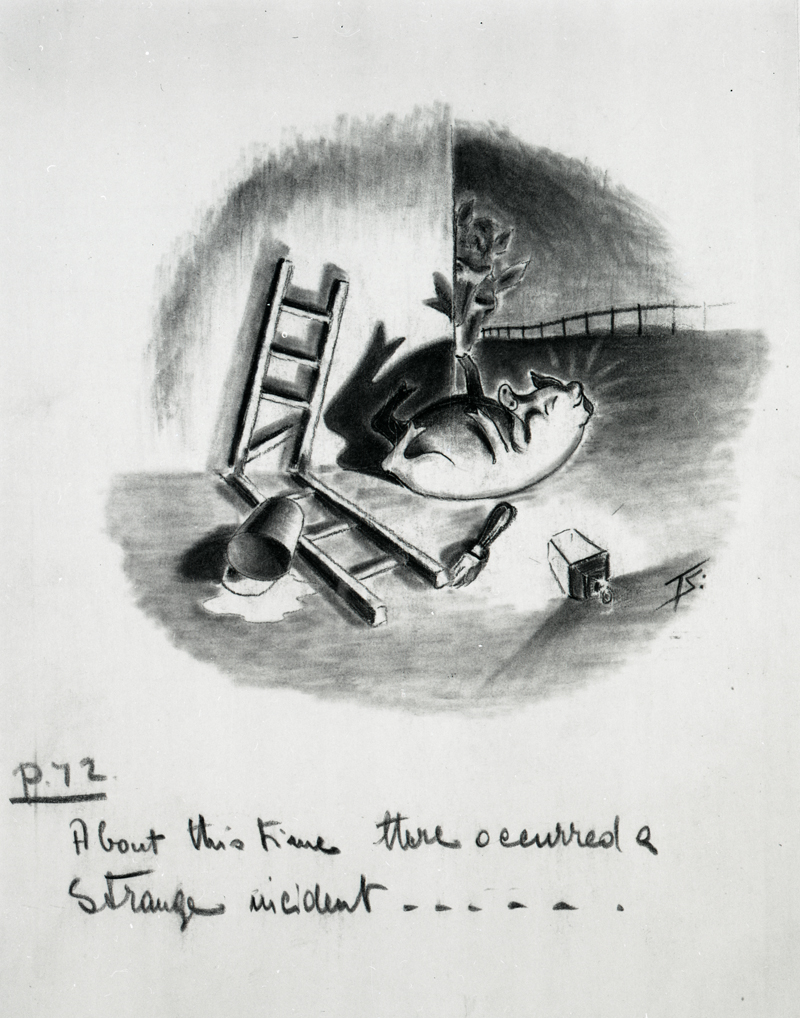
斯奎拉在夜半時刻偷偷修改七戒內容時不慎摔倒

弗雷德里克先生（Mr. Frederick）是附近一个农场的农场主。他攻击了动物农场，并用火药炸毁了重建好的风车。尽管动物们在战斗中获胜，但他们付出了巨大代价，包括一匹叫做拳击手（Boxer）的驮马也受伤了。但拳击手不顾伤口，仍然不辞辛苦地工作，直到他在建造风车的过程中累倒。拿破仑派了一辆货车送拳击手去看兽医，并解释说，这样拳击手可以得到更好的护理。一头愤世嫉俗的驴子——本杰明——能够像猪一样阅读，而他却发现，这是辆屠马场的货车，并徒劳地尝试着救下拳击手。很快，吱嘎就让动物们相信，这辆车是动物医院从屠马场买来的，而屠马场的标识并没有被涂改。随后，吱嘎告诉动物们拳击手在动物医院安详去世。猪们在拳击手死后举行了一天的节日庆典，来深刻赞扬动物农场取得的光辉成就，并要求动物们像拳击手一样刻苦地工作。然而，事实却是拿破仑把拳击手卖给了屠马场，赚来钞票好给统治集团裡的猪们买威士忌喝。（在20世纪40年代的英国，农场可以通过将大型动物卖给屠宰场赚钱，而屠宰场会把动物杀死，并将它们的残骸煮沸，制成动物胶。）
许多年过去了，风车已被重建，同时另一座风车在建，农场的收入非常可观。但是，雪球曾经提及的，包括给畜栏挂上电灯，供应热水和自来水的设想已被忘记，而拿破仑不断鼓吹说，最快乐的动物应当过着简单的生活。拳击手死后，许多参加过动物起义的动物也已死去，琼斯也客死他乡。猪们越来越与人类相似，他们直立行走、手持鞭子、身着衣服。“七戒”被简化为一句简单的话：“所有动物一律平等，但一些动物比其他动物更加平等。”拿破仑举办了一场晚餐宴会，猪们和当地的农场主庆祝着他们的刚刚建立的盟友关系。拿破仑废除了革命传统，并将农场重新命名为“庄园农场”。动物们看着与人类平起平坐的猪，再看看人类，这才意识到，他们再也不能辨别哪个是猪，哪个是人了。

書中描述的綠旗，上面出現著牛角和豬蹄，影射了蘇聯國旗中的鐮刀和錘子

## 角色

### 猪
- 老少校（Old Major），一隻得到中等白鬃獎的中白猪，提出了革命的思想基礎，影射共產主義的其中一位奠基者馬克思及俄國革命的共產黨領袖、奠定革命原則的列宁。牠的頭骨就如同列宁的屍體一樣，同樣會以受到尊敬的形式公開展出[16]。
- 拿破崙（Napoleon），「農莊裡唯一的巴克夏猪，長得高大威猛。他不擅言詞，向來以我行我素出了名」[17]。影射斯大林[16]。
- 雪球（Snowball），瓊斯被推翻後动物庄园的原始领导者之一，拿破崙的競爭對手，影射托洛茨基[16]，但部分特質也可能在影射列寧。克里斯托弗·希欽斯指出：「雪球是一個包含列寧和托洛茨基兩人各部分經歷特質的角色，或者可以這樣說，牠不能夠完全反映列寧的經歷特質」[18]。
- 阿尖（Squealer），一隻小肥豬，拿破崙的宣傳部長，善於用巧妙包裝過的語言欺騙其他動物們。影射斯大林時期的蘇聯外交部長莫洛托夫[16]。
- 小不點（Minimus），一隻富有诗意的豬，在拿破崙禁止動物們再唱《英格蘭之獸》後，牠另作了兩首讚美詩。羅登認為牠在影射马雅可夫斯基[19]。
- 一眾小豬（piglets），拿破崙的兒女，首代一出生就被灌輸動物是不平等的動物。
- 小肉豬（young pigs），四隻曾抗議拿破崙廢除大會議和從事金錢交易的豬，不過兩次皆被狗嚇阻，最後成為拿破崙政權下的首批處決對象。影射在後續鬥爭中失敗的加米涅夫、季諾維也夫、佈哈林、李可夫[16]。
- 品客衰（Pinkeye），故事中只提及過一次的小豬，為了回應拿破崙會被暗殺的謠言，其會先嚐過拿破崙的食物，以防止食物被下毒。

### 马
- 拳擊手（Boxer），一匹忠誠善良、敬業、有力氣的拉貨車馬，但是個性天真和容易受騙。他為动物庄园的體力勞動付出了不少。他的座右銘為「我要加倍地努力工作」及後來加上的「拿破崙永遠都是對的」。後來有一次他嘗試質疑拿破崙有關雪球在損害農場整體利益的說法後，隨即因此受到拿破崙養的狗的襲擊。不過拳師以其力量自行制服了該次襲擊——這使得豬們擔心自己的統治權威性受到質疑。有評論者把其跟斯达汉诺夫运动的代表人物阿列克谢·斯达汉诺夫作比較，指兩者皆是勤奮和充滿熱情的[20]。他亦被形容為「忠實而又強大」[21]；他相信所有問題皆能透過加倍地工作來解決[22]。當拳擊手受傷時，拿破崙將他賣給當地的一個屠馬商，以賺取買威士忌的錢。吱嘎則編造一個謊言，以粉飾拳擊手的死。
- 珂蘿薇（Clover），一匹溫柔，充滿愛心的雌性馬。十分關心拳擊手的狀況，因為拳擊手經常过度劳累。珂蘿薇學會字母表中的所有字母，但不能「把它們拼成字」。她可能看穿了拿破崙和吱嘎的狡猾計謀。
- 莫麗（Mollie），愚蠢、貪慕虛榮、物質主義者。對於革命沒有興趣，只關心自己的利益，後來逃離了動物農莊。代表俄國的資產階級。

### 其他
- 摩西（Moses），烏鴉，被農場主人瓊斯馴服。一開始與瓊斯一同逃離農莊，後來回到農莊。經常大談蜜糖山的美夢。象征東正教會（蘇聯早期曾迫害東正教，在二戰中又與東正教會合作。同時「蜜糖山」則影射《聖經》所記載的樂園 ）
- 班杰明（Benjamin），驴，对拿破仑的所作所为始终抱有怀疑但明哲自保，象征有独立思想对极权主义和史達林主义有所怀疑但明哲保身的左派知识分子。（乔治·奥威尔宣称本杰明是影射自己的）
- 羊群，盲目追隨拿破崙，阻止反對拿破崙的聲音。象征盲從政治宣傳的無知民眾。
- 无名犬们，藍鐘（Bluebell）和傑西（Jessie）的子女，拿破崙在动物庄园实施暴力统治的工具，象征苏联的内务人民委员部国家安全总局暴力机关和秘密警察。

### 人類角色
- 琼斯先生（Mr. Jones）庄园农场的旧主人，影射俄罗斯帝國最後一位沙皇尼古拉二世[23]。
- 皮尔京顿先生（Mr. Pilkington）福克斯伍德农场的主人，經常把大部分時間都花在釣魚或打獵上，因此農場打理得非常鬆散，也嘗試與动物庄园的拿破仑接觸，影射西方民主国家（如英国的丘吉尔和美国的罗斯福）。
- 弗雷德里克先生（Mr. Frederick）平彻菲尔德农场的主人，與皮尔京顿先生關係很差，無法合作；雖然農場打理得較好，但常有他喜歡虐待動物的傳聞；曾经与动物庄园达成买卖协议，后来毁约並入侵动物庄园。影射既反共又反民主的極右翼法西斯國家（二戰中由德國的希特勒、義大利的墨索里尼及日本的東條英機合稱的軸心國三巨頭，與西方民主國家即「皮尔京顿先生」關係很差、進行種族滅絕即「虐待動物的傳聞」、與蘇聯即動物農莊達成代表德蘇及日蘇中立條約的「买卖协议」以及「毁约並入侵动物庄园」代表蘇德戰爭）。
- 温普先生（Mr. Whymper）动物庄园与外界的联系人，影射西方的左派人士（如萧伯纳）。

## 英格兰之兽和七诫之曲
英格兰之兽是革命时所唱的歌曲，有着鼓舞人心的作用，影射了国际歌。七诫则是宪法性质的基本条律，影射了共产党宣言。七誡包括：
1. 凡靠兩條腿行走的，全是仇敵。
2. 凡靠四條腿行走，或者長著翅膀的，全是朋友。
3. 所有動物不能穿衣服。
4. 所有動物不能睡床鋪。
5. 所有動物不能喝酒。
6. 所有動物不能傷害其他動物。
7. 所有動物一律平等。

## 故事情节对应事件和预言

### 第一章
- 老少校向动物传道：马克思、恩格斯创立共产主义学说，并在各国宣传，在其影响下形成了最早的一批共产主义者。
- “四条腿好，两条腿坏”、“所有动物都是同志”：马克思恩格斯的无产阶级国际主义思想、正义者同盟的“四海皆兄弟”等口号。
- “英格兰兽”及其反响：失败的欧洲工人1848年革命/19世纪末沙俄各派社会主义者的行动。

### 第二章
- 拿破仑、雪球发展动物主义：列宁发展马克思主义并将其现实化/苏共的发展。
- 琼斯先生的困境：日俄战争的失利和卷入一战无法自拔。
- 动物叛亂：俄国二月革命爆发。
- 七诫的书写：十月革命和俄共（布）的建立。

### 第三章
- 收割牧草：苏联的第一个五年计划/列宁的新经济政策。
- 各个委员会的成立：建立苏联。

### 第四章
- 动物庄园声名的传播：十月革命后到20世纪20年代初西方各国对苏俄的影响。
- “牛棚战役”：肃清保皇派和右翼的白軍，并成功抵御西方民主國家武裝干涉的俄国内战。

### 第五章
- 改进生产工具：苏联第二、第三两个五年计划中对苏联经济结构的改造。
- 雪球的理想和风车计划：托洛茨基的超工业化思想和全球革命论。
- 九只狗的培养：秘密警察（如:契卡、内务人民委员会）的建立。
- 驅逐雪球：斯大林上台后对托洛茨基的全面封杀，迫使托洛茨基流亡至墨西哥。

### 第六章
- 风车建设：经济建设中对重工业化的偏向，以及对关系民生问题的轻工业的忽视。（註：风车象征着苏联的工业化发展。）
- 温普尔的到来：苏联通过西方左派知识分子（如萧伯纳、罗曼·罗兰等）向外传达信息，与西方一定程度地达成和解。
- 猪的享乐化：苏联高层的腐化。
- 风车被毁：苏联的经济危机。

### 第七章
- 饥荒：苏联的农业集体化对农业生产的损害及其引发的大饥荒。
- 鸡被迫出售鸡蛋导致造反：苏联对农业的榨取，导致了乌克兰大饥荒。
- 批判雪球：清洗托派的延续并通过树立敌人转移矛盾。
- 大屠杀：斯大林发动的大清洗。
- 歌曲“英格兰兽”被禁止：苏联／斯大林主义者篡改社会主义学说

### 第八章
- 篡改“七诫”：篡改共产主义学说。
- 梅尼缪斯的歌颂诗歌：对斯大林的个人崇拜。
- 煽动对雪球以及人类的恐惧心理：各国常用政治手腕：通过对敌人的恐惧来转移舆论注意力。
- 出卖木料：签署《苏德互不侵犯条约》。
- 出卖木料被骗：納粹德国撕毁《苏德互不侵犯条约》入侵蘇聯。
- 風車戰役（对弗雷德里克战斗）：二战（如苏联史達林格勒战役、蘇德战争）。
- 猪饮酒：苏联高层更加腐化，特权普遍化。

### 第九章
- 乌鸦“摩西”的归来：苏联对宗教管制的放松。
- 鲍克斯的受伤与被杀：战后苏联人民生活的困难与被利用。
- 猪狗数量增长：苏联高层官员数目日益膨胀。

### 第十章
- 猪篡改“动物主义”理论，猪变成人：苏联披着“社会主义”的表皮，使剥削公开化合法化。
- 猪和人类的和解，人猪宴会：英美和苏联的战时合作，雅爾達會議、德黑兰会议。
- 猪和人类同时打出黑桃A，互相指责对方作弊：苏联和西方国家战后的關係恶化，导致冷战开始。

## 名言
- 「四條腿好，兩條腿壞」（Four legs good, two legs bad.）
- 「四條腿好，兩條腿更好」（Four legs good, two legs better.）
- 「所有動物都是同志」（All animals are comrades.）
- 「所有動物生來平等，但有些動物比其他動物更平等。」（All animals are equal, but some animals are more equal than others.）

## 創作及出版歷程
喬治·奧威爾從1943年冬天起開始執筆撰寫《动物庄园》。書成之後，他向許多家出版社一一投稿，但都遭退回，其中一家出版社還寫信回應表示：「我認為以豬影射統治階層會得罪很多人，尤其是像蘇聯這樣難搞的政府」。後來，奧威爾找到一家小型獨立出版社Secker and Warburg的老闆弗雷德里克·沃伯格，對方終於願意出版此書。於是《动物庄园》於1945年8月在英國正式出版，很快成為暢銷書，初版的四千五百本在幾天內銷售一空:41-42。

## 中文版
自1948年商务印书馆出版任稚羽翻译的中文版起，《动物庄园》被多次译为中文版，以下列出一些常见中文版本的ISBN：
- ISBN 7-208-00425-0 （上海人民出版社）
- ISBN 7-5327-2935-4 （上海译文出版社）
- ISBN 978-7-5327-4857-0 （上海译文出版社中英双语版）
- ISBN 7-80514-445-1 （上海翻译出版公司）
- ISBN 7-5004-4041-3 （中国社会科学出版社）
- ISBN 7-80096-750-6 （中国致公出版社）
- ISBN 978-7-2010-7762-8 （天津人民出版社）
- ISBN 9789861735931 （麥田出版）正體中文，2010年出版
- ISBN 978-988-237-184-2 （香港中文大學出版社）

### 脚注
1. ↑   奥威尔曾於1937年7月31日一篇針對《The Spanish Cockpit》的評論及於1937年7月29日《Spilling the Spanish Beans》中這樣寫道
2. ↑  Bradbury, Malcolm, Introduction

### 引用
1. ↑  Bynum 2012.
2. ↑  12 Things You 2015.
3. ↑  Gcse English Literature.
4. ↑  Meija 2002.
5. ↑  Orwell 2014，第23頁.
6. ↑  Bowker 2013，第235頁.
7. 1 2 3  Davison 2000.
8. ↑  Orwell 2014，第10頁.
9. ↑  Animal Farm: Sixty.
10. ↑  Dickstein 2007，第134頁.
11. ↑  Grossman & Lacayo 2005.
12. ↑  Modern Library 1998.
13. ↑  The Hugo Awards 1996.
14. ↑  . 2019-03-05. （原始内容存档于2019-12-28）.
15. ↑  . ISHIMORIPRO. 2018-11-06  [2021-05-21]. （原始内容存档于2021-05-21）.
16. 1 2 3 4 5  Rodden 1999，第5ff頁.
17. ↑  Orwell 1979，第15頁，chapter II.
18. ↑  Hitchens 2008，第186f頁.
19. ↑  Rodden 1999，第11頁.
20. ↑  Rodden 1999，第12頁.
21. ↑  Sutherland 2005，第17–19頁.
22. ↑  Roper 1977，第11–63頁.
23. ↑  Fall of Mister.
24. ↑  希莉婭·藍·強森. . 臺北: 高寶國際. 2013年6月. ISBN 978-986-185-847-0.

### 來源
- Bynum, Helen. . Oxford University Press. 2012: xiii  [2019-08-06]. ISBN 9780199542055. （原始内容存档于2020-09-15）.
- . Metro. 2015-08-17  [2018-08-16]. （原始内容存档于2021-02-25）.
- . BBC.   [2019-08-06]. （原始内容存档于2012-01-03）.
- Meija, Jay. . Literary Kicks. 2002-08-26  [2019-02-16]. （原始内容存档于2021-05-16）.
- Bowker, Gordon. . Little, Brown Book Group. 2013-03-14  [2019-08-06]. ISBN 978-1-4055-2805-4. （原始内容存档于2021-02-25）.
- Orwell, George. . Penguin Books Limited. 2014-10-30  [2019-08-06]. ISBN 978-0-14-198060-7. （原始内容存档于2020-07-26）.
- Dickstein, Morris. . John Rodden  (编). . Cambridge University Press. 2007: 133–145  [2019-08-06]. ISBN 978-0-521-67507-9. （原始内容存档于2020-07-26）.
- . History Today.   [2019-08-06]. （原始内容存档于2017-11-08）.
- . Modern Library. 1998  [2019-02-23]. （原始内容存档于2018-01-28）.
- . The Hugo Awards. 1996  [2019-02-23]. （原始内容存档于2015-09-07） （美国英语）.
- Rodden, John. . Greenwood Publishing Group. 1999  [2012-06-09]. ISBN 978-0-313-30201-5.
- Hitchens, Christopher. . Basic Books. 2008-08-06  [2019-08-11]. ISBN 978-0-7867-2589-2. （原始内容存档于2020-07-26）.
- . Shmoop University.   [2013-05-13]. （原始内容存档于2013-12-02）.
- Sutherland, T. . The English Journal. 2005, 95 (1): 17–19. JSTOR 30047391.
- Roper, D. . Change. 1977, 9 (11): 11–63. ISSN 0009-1383. JSTOR 40176954. doi:10.1080/00091383.1977.10569271.
- Bott, George. . London, Melbourne, Toronto, Singapore, Johannesburg, Hong Kong, Nairobi, Auckland, Ibadan: Heinemann Educational Books. 1968: 13–14, 23 [1958]. ISBN 978-0-435-13675-8.
- Dag, O. . orwell.ru. 2004-12-19  [2008-07-31]. （原始内容存档于2005-03-06）.
- Davison, Peter. . England: Penguin Books. 2000  [2010-08-04]. （原始内容存档于2006-12-12）.
- doollee.com. .   [2008-07-31]. （原始内容存档于2008-05-07）.
- Grossman, Lev; Lacayo, Richard. . TIME magazine. 2005-10-16  [2008-08-31]. （原始内容存档于2008-09-13）.
- Hitchens, Christopher. . Verso. 2000: 38  [2008-09-26]. ISBN 978-1-85984-786-2.
- Lowe, Christian (编). . 2006-03-10  [2008-07-31]. （原始内容存档于2010-06-21）.
- . CliffsNotes.   [2013-01-09]. （原始内容存档于2013-04-15）.
- Menchhofer, Robert W. . Lorenz Educational Press. 1990: 1–8.
- Orwell, George. . March 1947  [2018-05-06]. （原始内容存档于2005-10-24）.
- Orwell, George. . England: Penguin Books. 1979 [First published by Martin Secker & Warburg 1945; published in Penguin Books 1951]. ISBN 978-0-14-000838-8.
- Orwell, George. . Bruno Tasso (translator) 1st. Italy: Oscar Mondadori: 15, 20. June 1976  [2018-05-06]. （原始内容存档于2020-09-21） （意大利语）. (Bernard Crick's preface quotes Orwell writing to T. S. Eliot about Cape's suggestion to find another animal than pigs to represent the Bolsheviks)
- Taylor, David John. . H. Holt. 2003: 197. ISBN 978-0-8050-7473-4.
- Wooldridge, Ian. .   [2008-07-31]. （原始内容存档于2008年6月27日）.